# زوت
زوت (به هلندی: Zweth) یک منطقهٔ مسکونی در هلند است که در میدن-دلف‌لاند واقع شده‌است.